# Purificación Fenoll
Purificación Fenoll Hach-Alí (Granada, 2 de marzo de 1935) es una química, geóloga, catedrática emérita entre 2005 y 2008, Defensora Universitaria e investigadora española, miembro del Club de Roma.

## Biografía
Es licenciada en Ciencias Químicas y en Ciencias Geológicas por la Universidad de Granada y obtuvo Premio Extraordinario de licenciatura en Ciencias Geológicas y Premio Extraordinario de doctorado en Ciencias Químicas; es profesora emérita de la universidad granadina donde fue catedrática de Mineralogía. En Granada ha desarrollado sus principales líneas de investigación en el estudio de la mineralogía y geoquímica de la arcilla y su aplicación industrial, así como de menas metálicas en relación con yacimientos de diversos elementos tales como níquel, cromo y oro en Andalucía.
Ha dirigido y participado en más de 30 proyectos de investigación, nacionales e internacionales, cooperando entre otras con las Universidades de Múnich, Roma, Glasgow, Copenhague, Rabat, Buenos Aires, Kiev y Ámsterdam.
Miembro de la Agencia Nacional de Evaluación y Prospectiva, dirigió el Departamento de Mineralogía y Petrología, ha formado parte del Grupo de Mineralogía, Investigación y Yacimientos, ha sido secretaría de la Fundación Euro-Árabe, vicepresidenta de la Sociedad Internacional de Geología Aplicada y ha ocupado la presidencia de la Sociedad Española de Mineralogía, cuyo boletín dirigió hasta su jubilación.
Ha recibido numerosos galardones y reconocimientos nacionales e internacionales. Entre ellos destacan el Premio de Distinción de la Asociación Gemológica de Gran Bretaña y el Premio Mujeres Investigadoras y Científicas. En 2001 le fue concedida la Medalla de Andalucía por haber «contribuido con su actividad docente a la formación de un importante grupo de discípulos, haciendo que Andalucía sea referencia destacada en la investigación mundial sobre Mineralogía».